# Красноярская операция
Красноярская операция — наступательная операция 5-й армии Восточного фронта РККА против Восточного фронта Русской армии, проходившая в декабре 1919 — январе 1920 годов.

## Ход боевых действий
После окончания успешной для красных Новониколаевской операции 5-я армия и партизанские соединения начали наступление на Красноярск.
В состав 5-й армии входили 26-я, 27-я, 30-я, 35-я, 51-я стрелковые дивизии. В исчислении сил как красных так и белых существует большой разнобой. В советской энциклопедии «Гражданская война и военная интервенция в СССР» приводятся следующие цифры: 5-я армия РККА насчитывала 35 тыс. штыков, 2,2 тыс. сабель, 125 орудий, 841 пулемет, 3 бронепоезда; в партизанских отрядах А. Д. Кравченко и П. Е. Щетинкина числилось ок. 30 тыс. чел., в отрядах енисейских и северо-канских партизан — ок. 12 тыс. Другие цифры приводятся в Советской Военной энциклопедии: в 5-й армии всего около 70 тыс. штыков, 180 орудий.
Численность сил белых в той же энциклопедии «Гражданская война и военная интервенция в СССР» указывается в 75 тыс. штыков и сабель, 200 орудий, св. 1 тыс. пулемётов, 3 бронепоезда. В то же время в воспоминаниях белого генерала Д. В. Филатьева указывается, что «численность войск никому известна не была, наугад её принимали в 60 тысяч человек; на самом деле едва ли было и 30 тысяч, по крайней мере до Забайкалья дошло только двенадцать тысяч, да столько же примерно осталось добровольно под Красноярском, итого около 25 тысяч.» Орудий же у белых «не было вовсе, пулеметов тоже, за исключением двух-трех, сохранившихся у воткинцев.»
18 декабря красные партизаны заняли Кузнецк. 20 декабря 30-я стрелковая дивизия взяла Томск, а 27-я стрелковая дивизия нанесла поражение польским легионерам, прикрывавшим отход 2-й и 3-й армий Русской армии, и заняла станцию Тайга. 4 января красные заняли Ачинск и взяли в плен почти целиком две дивизии белых.
В декабре 1919 года начальник красноярского гарнизона белых генерал Зиневич возглавил мятеж в Красноярске. 23-го декабря он совместно с управляющим Енисейской губернии передал гражданскую власть «Комитету общественной безопасности», разделявшему политическую платформу Иркутского Политцентра. Зиневич начал по телеграфу переговоры о перемирии с красными и потребовал того же от отступающих частей Русской армии под командованием Каппеля. 4 января 1920 года в Красноярске началось вооружённое выступление большевиков. Помощь в этом им оказали подошедшие к городу отряды северо-енисейских партизан.
4-5 января основные силы белых (30-50 тыс. человек), преследуемые регулярными частями Красной Армии, подошли к Красноярску, куда подошли и красные партизанские отряды. Каппель приказал занять Красноярск, но слабые атаки белых завершились ничем. Ночью все белые, кто хотел, свободно прошли в обход Красноярска и даже через сам город и переправились на восточный берег Енисея. Таковых оказалось около двенадцати тысяч человек, получивших впоследствии наименование «каппелевцев». Примерно такое же число сдалось добровольно красноярскому гарнизону.
В ночь на 7 января 30-я стрелковая дивизия РККА вступила в Красноярск.
Благодаря успешно проведённой операции войска РККА захватили значительные трофеи, заняли ряд крупных городов Западной и Восточной Сибири и нанесли окончательное поражение основным силам Русской армии, открыв, тем самым, возможность наступления на Иркутск.